# 화이트 플레인스 전투
화이트 플레인스 전투(Battle Of White Plains)는 미국 독립 전쟁 때 뉴욕 뉴저지 방면 작전 중에 벌어진 전투이다. 1776년 10월 28일에, 뉴욕 화이트 플레인스 근처에서 발발했다. 롱아일랜드 전투에서 대패한 조지 워싱턴 장군이 이끄는 대륙군은 뉴욕 시에서 북쪽으로 후퇴한 데 이어, 윌리엄 하우 장군이 이끄는 영국군이 워싱턴 군의 도망 루트를 차단하기 위해 웨스트체스터 카운티에 상륙했다. 이러한 움직임에 위기를 느낀 워싱턴은 더 뒤로 후퇴를 해서 화이트 플레인스 마을에 방어 진지를 구축했지만, 이곳의 고지를 굳건히 지배하지는 못했다. 하우의 군대가 마을에 가까운 언덕에서 워싱턴 군을 몰아냈다. 워싱턴은 더 북쪽으로 군대를 후퇴시키라는 명령을 내렸다.
이후 영국군은 워싱턴 군을 쫓아서 뉴저지를 넘어 펜실베이니아까지 추격을 했다. 1776년 12월 26일, 워싱턴은 델라웨어강을 넘어 트렌턴 전투에서 독일 용병 여단을 급습했다.

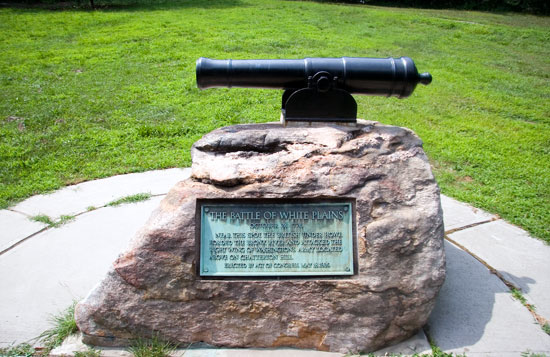
화이트 플레인스 전투의 유적지

## 배경
영국군의 하우 장군은 1776년 3월에 보스턴을 내준 후, 노바스코샤 주의 핼리팩스에 재결집, 6월에는 뉴욕시를 지배한다는 전략을 세웠다. 이 전략은 7월 초순 스태튼 섬에 무혈입성으로 시작되었다. 영국군은 8월 22일에는 저항을 받지 않고 롱아일랜드에 상륙했다. 그러나 그 북쪽으로는 워싱턴의 대륙군이 어느 정도의 방어선을 구축하고 있었다.

## 같이 보기
- 미국 독립 전쟁의 전투 목록
- 미국 독립 전쟁